# Cá voi Sei
Cá voi Sei (/ˈseɪ/ hay /ˈsaɪ/, danh pháp hai phần: Balaenoptera borealis) là một loài cá voi thuộc phân bộ Cá voi tấm sừng hàm. Nó là loại sinh vật thuộc họ Cá voi lưng gù, và là loài cá voi lớn thứ ba sau cá voi xanh và cá voi vây. Nó sinh sống chủ yếu ở các đại dương và các vùng biển liền kề, ưa thích vùng biển ngoài khơi nước sâu. Chúng không ưa các vùng biển cận địa cực (gần Bắc và Nam Cực), vùng biển nhiệt đới và các vùng nước nửa kín. Cá voi Sei di cư hàng năm tới vùng biển mát cận địa cực vào mùa hè và đến các vùng biển cận nhiệt đới và ôn đới vào mùa đông.
Với chiều dài đạt 20,5 mét (64 ft) và nặng đến 75 tấn, cá voi Sei mỗi ngày tiêu thụ trung bình khoảng 900 kilograms (1.984 lb) thức ăn, chủ yếu là các sinh vật phù du, động vật giáp xác nhỏ và các nhuyễn thể. Nó là một trong số các loài động vật biển có vú có tốc độ nhanh nhất, có thể đạt tốc độ lên đến 50 kilômét trên giờ (31 mph) (27 hải lý) trong quãng đường ngắn. Tên gọi của nó xuất phát từ một từ tiếng Na Uy pollock, một loài cá xuất hiện ngoài khơi Na Uy vào cùng thời điểm của năm với cá voi Sei.
Sau khi đánh bắt cá voi trên quy mô lớn với mục đích thương mại trong thời gian cuối thế kỷ 19 và 20, hơn 255.000 con cá voi Sei đã bị đánh bắt,. Vì vậy, cá voi Sei đã được quốc tế bảo vệ  mặc dù vẫn còn bị hạn chế. Tính đến năm 2008, trên toàn thế giới còn khoảng 80.000 con cá voi Sei, gần bằng 1/3 số lượng trước khi người ta đánh bắt chúng.

## Từ nguyên
Sei tiếng Na Uy là của loài cá Pollock, họ hàng gần của loài cá tuyết. Cá voi Sei xuất hiện ngoài khơi bờ biển Na Uy cùng một lúc
với loài cá này, cả hai đều ăn các sinh vật phù du. Tên cụ thể trong tiếng Latinh borealis, có nghĩa là phía Bắc. Ở Thái Bình Dương, cá voi đã được gọi là "finner" là một thuật ngữ để chỉ những con cá voi lớn. Trong tiếng Nhật, cá voi được gọi là Iwashi kujira, hoặc cá voi Sardine', một cái tên ban đầu được sử dụng để gọi đối với loài cá voi Bryde bởi các tàu săn cá voi ở Nhật Bản. Sau đó, khi đánh bắt cá voi ở vùng Sanriku (phía Bắc đảo Honshu) - nơi mà có cả hai loài cá voi, cá voi Sei đã bị nhầm lẫn với loài cá voi Bryde. Bây giờ thuật ngữ này chỉ áp dụng cho các loài này. Ngoài ra, nó đã được gọi là cá voi ít vây bởi vì nó phần nào giống như cá voi vây. Nhà tự nhiên học người Mỹ Roy Chapman Andrews so sánh cá voi Sei với loài báo, bởi vì nó có thể bơi với tốc độ nhanh trên một quãng đường ngắn.

## Mô tả
Cá voi Sei là loài cá voi lớn thứ ba chỉ sau cá voi xanh (có khối lượng đạt 180 - 200 tấn) và cá voi vây (70 - 77 tấn). Ở Bắc Thái Bình Dương, con cá voi Sei đực trưởng thành trung bình dài 13,7 m (45 ft) và con cái đạt 15 m (49 ft), trong khi ở Bắc Đại Tây Dương, con đực trưởng thành trung bình dài 14 m (46 ft) và con cái là 14,5 m (47,5 ft). Ở Nam bán cầu chúng có chiều dài trung bình là 14,5 (47,5 ft) và 15 m (49 ft), tương ứng  ở Bắc bán cầu, con đực có chiều dài tới 17,1 m (56 ft) và con cái có thể lên đến 18,6 m (61 ft),, ở Nam bán cầu Nam con đực có thể đạt 18,6 m (61 ft) và con cái là 19,5 m (64 ft)..
Một con cá voi Sei trưởng thành thường nặng khoảng từ 45 tới 50 tấn - một con cá voi cái bị bắt vào năm 1966 nặng tới 57,75 tấn. Con cái lớn hơn con đực. Khi sinh, con cá voi con dài từ 4,4 - 4,5 mét (14,4-14,7 ft)

## Hình ảnh

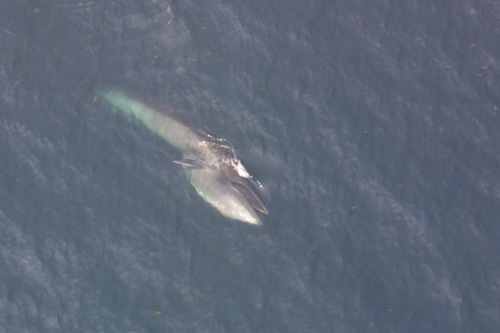
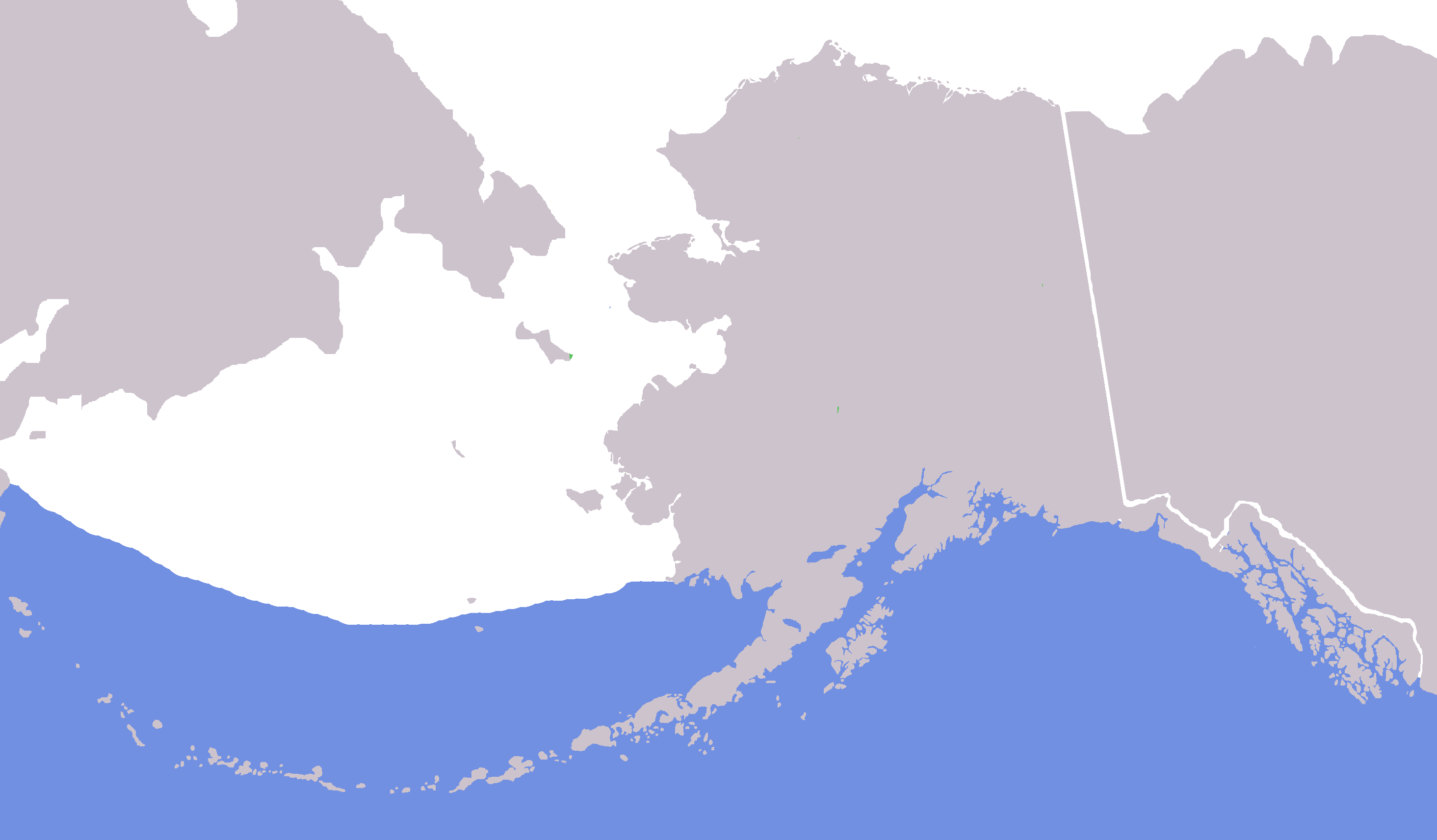
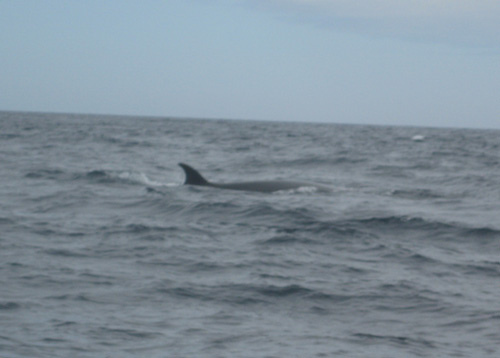